# Rudolf Potsch
Rudolf Potsch, češki hokejist, * 15. junij 1937, Brno, Češka.
Potsch je igral za kluba HC Brno v češkoslovaški ligi in Düsseldorfer EG v nemški ligi. Za češkoslovaško reprezentanco je igral na dveh olimpijskih igrah, kjer je bil dobitnik ene bronaste medalje, ter več Svetovnih prvenstvih (brez olimpijskih iger), kjer je bil dobitnik treh srebrnih in dveh bronastih medalj. Po končani karieri je deloval kot hokejski trener pri klubih HC Brno, HC Dukla Trečín, HK Crvena Zvezda, HC Olomouc in EHC Freiburg.
Leta 2010 je bil sprejet v Češki hokejski hram slavnih.